# Мокра Плітка
Мо́кра Плотва́ (також Мо́кра Плі́тка) — річка в Україні, ліва притока, впадає до Бахмутки (басейн Сіверського Дінця). Довжина 29 км. Площа водозбірного басейну 386 км². Похил 3,5 м/км. Долина коритоподібна.
Живиться за рахунок атмосферних опадів. Льодостав нестійкий (від грудня до початку березня). Використовується на сільськогосподарські потреби.
Бере початок із Вікторівки. Тече територією Попаснянського району Луганської області та Бахмутського району Донецької області. Впадає до Бахмутки у Соледарі. Споруджено ставки.